# Iglesia de San Juan Bautista (Arcaute)
La iglesia de San Juan Bautista es un templo situado en el concejo de Arcaute, en el municipio alavés de Vitoria.

## Descripción
El burgalés Diego de Ibarrola construyó un retablo dedicado a Nuestra Señora del Rosario en 1686. Se menciona como iglesia parroquial del lugar en el Diccionario geográfico-estadístico-histórico de España y sus posesiones de Ultramar de Pascual Madoz, donde se asegura que, a mediados del siglo XIX, estaba «servida por 2 beneficiados con título de perpetuo y presentados por las monjas dominicas de San Juan de Quejana». Décadas después, ya en el siglo XX, Vicente Vera y López vuelve a reseñarla en el tomo de la Geografía general del País Vasco-Navarro dedicado a Álava, en el que se describe así: «Tiene una iglesia parroquial dedicada á San Juan Bautista, de categoría rural de segunda clase, perteneciente al arciprestazgo de Armentia; sobre ella ejercieron jurisdicción los marqueses de Mortara, que cobraban los diezmos y pagaban á los dos capellanes que la servían; después la tuvieron las monjas dominicas de Quejana».
Los registros sacramentales de bautismos, matrimonios y decesos generados por la parroquia de San Juan Bautista desde el siglo XV hasta el final del XIX se conservan con los del resto de iglesias de la provincia en el Archivo Histórico Diocesano de Vitoria, donde pueden consultarse.